# Rocade de Cholet
La rocade de Cholet est une rocade urbaine presque entièrement à niveau complétée par un contournement sud entièrement dénivelé à 2×2 voies.

## Description

### Rocade urbaine
La rocade urbaine — dénommée localement voie inter-quartiers — d'une longueur de 14 km, construite dans les années 1980, de forme ovale presque régulière, fait le tour de la ville. Elle est constituée de la route départementale 160 (D160) au sud et de la route départementale 13 (D13) au nord.
Elle comporte quelques échangeurs mais la plupart de ses carrefours avec la voirie locale se font à niveau, avec des ronds-points ou des feux tricolores. Elle joue un rôle purement local depuis la construction de l'autoroute A87 (A87) et de la route nationale 249 (RN249).
Sur une partie de la rocade, presque 4 km, la vitesse est limitée depuis octobre 2015 à 50 km/h.

#### Route départementaleD13(Rocade urbaine nord)
- (place d'Oldenbourg) D 160 : Angers, Saumur, A87  26
- (place de Paris) : avenue Michelet, boulevard de Touraine, avenue Leclerc, boulevard du Poitou
- rue de Tours
- rue de la Sarthe
- rue de la Flèche
- Z.A. de la Dabardière, La Roche-sur-Yon/ Beaupréau/ aérodrome, Cholet-centre/Gares, Angers/Saumur/A87
- aérodrome (demi-échangeur)
- allée du Chêne Landry (demi-échangeur)
- D 752 : Saint-Léger-sous-Cholet, Beaupréau-en-Mauges, Le May-sur-Èvre
- (place des Mauges) : Nantes, La Rochelle
- (place René Le Bault de La Morinière) D 158 : Saint-André-de-la-Marche
- stade de la Treille (quart-échangeur)
- (place d'Araya) D 753 : Nantes, Noirmoutier, La Séguinière, N 249 E 62  8
- rue Saint-Antoine
- rue des couteliers
- rue des orfèvres
- rue d'Arcole
- D 160 : La Roche-sur-Yon, La Rochelle, A87  27 , N 249 E 62  10

#### Route départementaleD160(rocade urbaine sud)
- avenue de la Choletière
- D 752 : Saint-Laurent-sur-Sèvre, Pouzauges
- avenue de la Richardière
- (place de la Légion d'honneur) : D 258 La Tessoualle
- (place de Dorohoi) : parc d'activité du Carteron
- rue du Bordage Fontaine
- (place du bicentenaire de 1793) : D 20 Poitiers, Niort, Maulévrier, Mauléon, Thouars
- (place des Batignolles) : rue de Bourgneuf, rue des Vosges
- rue de Domrémy : zone industrielle est
- D 758 : Nantes, Noirmoutier, Toutlemonde
- (place de la municipalité régionale du comté de Pierre-De Saurel) parc d'activité de l'Écuyère
- (place d'Oldenbourg) : D 13 Angers, Saumur, A87  26

### Contournement sud
Le contournement sud, d'une longueur de 15 km, est constitué :
- de l'autoroute à péage A87 à l'est qui s'inscrit dans l'axe Paris-Les Sables-d'Olonne ;
- de la RN249 à l'ouest qui fait partie de l'axe Nantes-Poitiers, branche nord-ouest de la route Centre-Europe Atlantique (RCEA).

Le contournement sud est achevé depuis fin 2014, date à laquelle le tronçon D160 - A87 de la RN249 a été doublé avec la création de l'échangeur de Dénia. Il est accessible à partir des principaux axes qui convergent vers Cholet, à l'exception de la route de Beaupréau-en-Mauges (D752) et de la route départementale 20 (D20) dont le rôle est réduit depuis l'achèvement de la RN249.

#### AutorouteA87
- A87
- 26 D 160 D 960 : Cholet-centre, Saumur, Vihiers
- 27 N 249 E 62 D 752 : Cholet-sud, Nantes, Poitiers, Mauléon
- A87

#### Route nationaleN249E62
- N 249 E 62
- N 249 E 62  11
- 10 D 160 : La Roche-sur-Yon par RD, Mortagne-sur-Sèvre
- 9 parc d'activités du Cormier
- 8 D 753 : Noirmoutier, Cholet-centre, La Romagne
- N 249 E 62